# Inmigración mexicana en Paraguay
La presencia de ciudadanos mexicanos en Paraguay, esta fuertemente viculada a la inmigración de los menonitas en dicho país.
Paraguay es uno de los países de habla hispana con mayor presencia mexicana desde finales del siglo XX, representando el octavo destino para inmigrantes mexicanos en América y el cuarto (luego de Bolivia, Brasil y Argentina) en Sudamérica. 
Actualmente, la población mexicana en Paraguay llega a casi a las 5.000 personas, los cuales en su mayoría son miembros de las comunidades menonitas de México.

## Menonitas mexicanos en Paraguay

### Colonia Manitoba
El principal centro de los menonitas mexicanos en el Paraguay, es colonia Manitoba.
En el año 1983, alrededor de 400 menonitas procedentes de México se instalaron a proximadamente a 40 km de Santa Rosa del Aguaray (departamento de San Pedro) a fin de dedicarse inicialmente a la producción láctea y la agricultura, para posteriormente volcarse al cultivo de soja.
Agrupados en cooperativas, estos menós son los más conservadores y tradicionales dentro de las numerosas colonias que habitan el Paraguay. Hoy en día la Colonia Manitoba cuenta con unos 2.500 miembros.

### Características
La mayor migración de ciudadanos mexicanos en Paraguay provienen principalmente de las comunidades menonitas, lo que hace de este fenómeno un caso aislado para los estudios demográficos de México o de la movilidad de ciudadanos nacidos en México hacia otros países.
Un importante grupo de menonitas nació en México, principalmente gente joven y adulta, los cuales llegaron procedentes de Chihuahua y Durango para contraer nupcias con menonitas paraguayos o simplemente cambiar su residencia. 
A diferencia de otros destinos, la mayoría de los mexicanos que emigran a Paraguay proceden principalmente de Durango, Chihuahua y Quintana Roo.

### Sociedad
Los mexicanos que viven en Paraguay lo hacen de forma temporal, por 1 o 3 años, ya sea por cuestiones de trabajo, investigación, estudio o apertura comercial, por lo que es una comunidad que se renueva continuamente.
Generalmente, los hombres se dedicaron a la agricultura y las mujeres a tareas del hogar. 